# Bakırköy

Bakırköy

Bakırköy (ejtsd: [bakırköy]) Isztambul egyik kerülete (szemt), mely a város európai oldalán fekszik. A kerület a város szórakoztató központja és híres az éjszakai életéről. Mahalléi a következők: Ataköy, Basınköy, Cevizlik, Kartaltepe, Osmaniye, Sakızağacı, Şenlikköy, Yenimahalle, Yeşilköy, Yeşilyurt, Zeytinlik és Zuhuratbaba. Népessége 2008-ban 214 821 fő volt.
Erről a szemtről kapta a nevét Törökország legrégebbi sportegyesülete, a Bakırköyspor.

## Képek

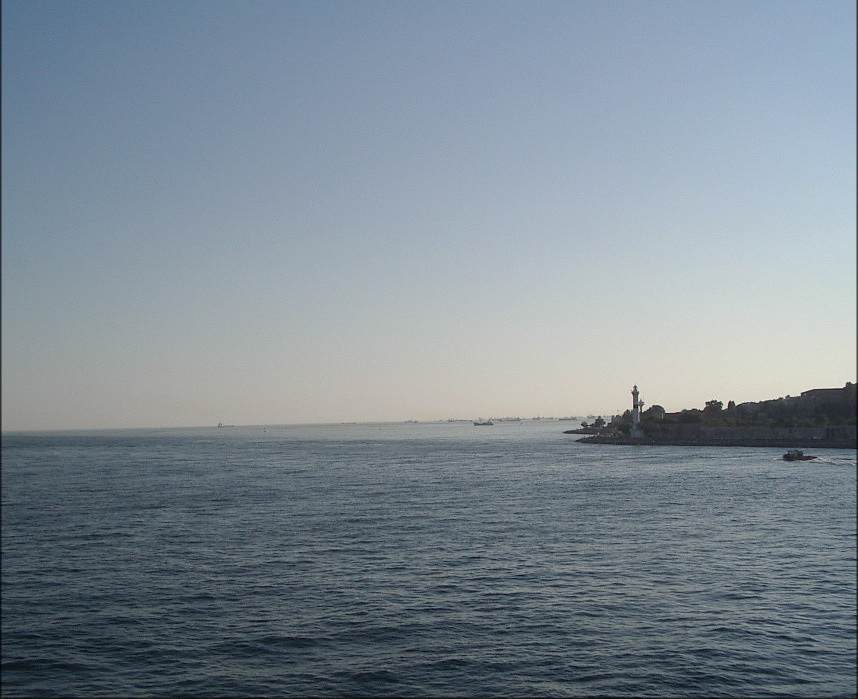
Bakırköy a tenger felől
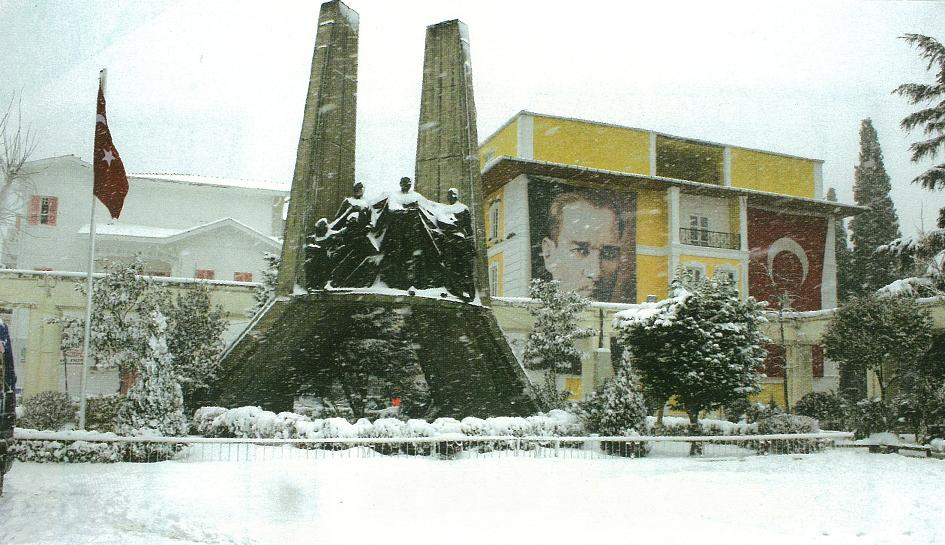
A Bakırköy-tér
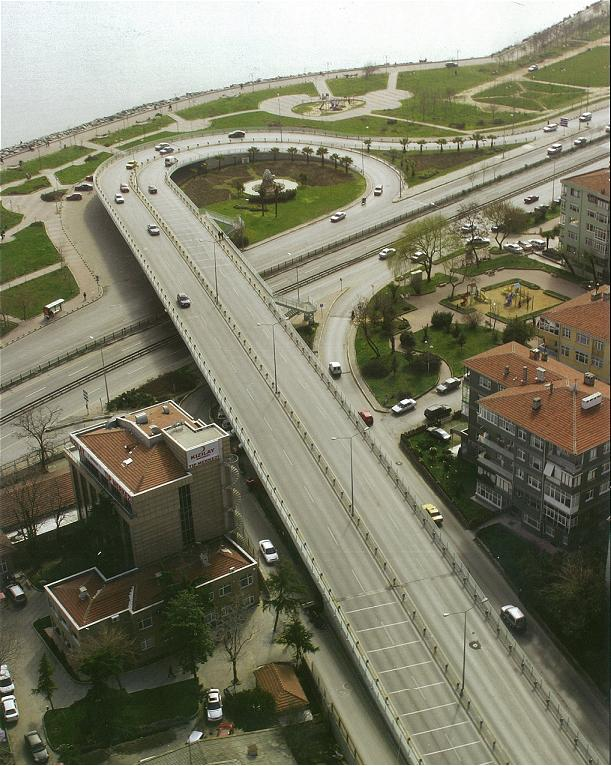
Cevizlik mahalléi, Bakırköy